# 臥龍駅
臥龍駅（ワリョンえき）は、大韓民国全北特別自治道金堤市にある韓国鉄道公社（KORAIL）の駅である。2017年現在、停車する旅客列車は存在しない。

## 路線
- 韓国鉄道公社
  - 湖南線

## 歴史
- 1955年7月11日 - 開業。
- 2004年7月16日 - 旅客取扱中止。

## 隣の駅
韓国鉄道公社
湖南線
益山駅 - (芙蓉駅) - 臥龍駅 - 金堤駅